# Advance Australia Fair
Advance Australia Fair là quốc ca của Liên bang Úc và được sáng tác bởi nhà soạn nhạc gốc Scotland Peter Dodds McCormick, bài hát này được trình diễn lần đầu tiên vào năm 1878 và được hát ở Úc như một bài hát yêu nước. "Advance Australia Fair" đã thay thế "God Save the Queen" là quốc ca chính thức vào năm 1984.

## Bản quyền
Mặc dù các quyền bản quyền đối với lời gốc bài hát của Peter Dodds McCormick đã hết hạn do ông mất năm 1916, Liên bang Úc vẫn giữ bản quyền cho lời bài hát chính thức và một số bản phối nhạc. Quốc ca được sử dụng với mục đích phi lợi nhuận thì không cần phải xin phép, nhưng chính phủ Úc yêu cầu phải xin phép nếu muốn sử dụng vì mục đích lợi nhuận.

## Lời

### Lời hiện tại
Lời bây giờ (từ ngày 01/01/2021) có 2 đoạn như sau:
1. Australians all let us rejoice,
For we are one and free;
We've golden soil and wealth for toil,
Our home is girt by sea;
Our land abounds in nature's gifts
Of beauty rich and rare;
In history's page, let every stage
Advance Australia fair!
In joyful strains then let us sing,
Advance Australia fair!
2. Beneath our radiant southern Cross,
We'll toil with hearts and hands;
To make this Commonwealth of ours
Renowned of all the lands;
For those who've come across the seas
We've boundless plains to share;
With courage let us all combine
To advance Australia fair.
In joyful strains then let us sing
Advance Australia fair!

### Lời dịch nghĩa tiếng Việt
Bài hát chỉ có lời chính thức bằng tiếng Anh. Tất cả các bản dịch sang ngôn ngữ khác đều là không chính thức. Dưới đây là lời tạm dịch sang tiếng Việt từ lời chính thức của Quốc ca Úc.
1. Tất cả người Úc chúng ta hãy cùng nhau mừng vui
Vì chúng ta là một và tự do;
Chúng ta có đất đai màu mỡ và tài nguyên giàu chờ cho ai lao động chăm chỉ
Đất nước ta được bao bọc bởi biển cả;
Trong những món quà của thiên nhiên
Với vẻ đẹp trù phú và quý giá;
Trên trang sách lịch sử, hãy để mỗi đoạn đường
Làm tiến lên nước Úc đẹp giàu.
Trong giai điệu vui tươi chúng ta cùng hát
Tiến lên nước Úc đẹp giàu!
2. Dưới chòm sao Chữ Thập phương Nam rực rỡ của chúng ta
Chúng ta sẽ lao động chăm chỉ với cả trái tim và bàn tay;
Để làm cho khối Thịnh Vượng chung của chúng ta
Vang danh hơn mọi miền đất khác;
Với ai đã băng qua đại dương đến đây
Chúng ta còn nhiều cánh đồng mênh mông đễ chia sẻ;
Chúng ta sẽ đồng lòng dũng cảm
Làm tiến lên nước Úc đẹp giàu.
Trong giai điệu vui tươi chúng ta cùng hát
Tiến lên nước Úc đẹp giàu!